# Baltimore Nightfall
Baltimore Nightfall – album koncertowy Elvisa Presleya. Został zarejestrowany 29 maja 1977 w Baltimore.

## Lista utworów

### CD-1
1. „2001 Theme”
2. „See See Rider”
3. „I Got a Woman – Amen”
4. „That’s All Right”
5. „Are You Lonesome Tonight”
6. „Blue Christmas”
7. „Heartbreak Hotel”
8. „Love Me”
9. „Jailhouse Rock”
10. „You Gave Me a Mountain”
11. „Danny Boy” (S. Nielsen)
12. „Walk with Me” (S. Nielsen)
13. „Teddy Bear – Don’t Be Cruel”
14. „Walk That Lonesome Road (Stamps)”
15. „My Heavenly Father” (K.Westmoreland)”

### CD-2
1. „Band Introductions”
2. „Early Morning Rain”
3. „What’d I Say”
4. „Johnny B. Goode”
5. „Drum Solo”
6. „Bass Solo”
7. „Piano Solo”
8. „Electric Piano Solo”
9. „School Days”
10. „Hurt”
11. „Hound Dog”
12. „Help Me”
13. „Unchained Melody”
14. „Blue Suede Shoes”
15. „The Wonder of You”
16. „One Night”
17. „’O sole mio – It’s Now or Never”
18. „Can’t Help Falling in Love”
19. „Closing Vamp”